# Велеганов (фирма)
„Велеганов“ е българска леярна фирма, основана в Пловдив, тогава в Османската империя, в 1872 година от братята Иван и Лазар Велеганови, видни потомствени камбанолеяри от Банско.

## История
Известният камбанолеяр Димитър Велеганов отваря леярска работилница в Банско. Той обучава синовете си Иван и Лазар, които през 1872 г. откриват своя камбанолеярна в Пловдив. Сградата ѝ все още (2018) стои на ул. „Абаджийска“ № 10 в квартал Капана. През 1876 г., в навачерието на Априлското въстание, в нея са се събирали съзаклятници от града и околните селища.
След неуспеха на въстанието Иван Велеганов е арестуван от османските власти и изтезаван в затвора. Лазар продължава работа след смъртта на брат си (1903) и произвежда камбани, свещници, кръстове и други църковни принадлежности. След смъртта на Лазар (1925) фирмата е наследена от племенника му Благо Велеганов, а после от неговия син Лазар Благоев Велеганов, който разширява производството, като започва да изработва също и църковни полилеи, панихидници и други.